# 光學正弦定律
光學正弦定律是指物體經過一透鏡後，在物空间中的折射率、物體高度及傾斜角的乘積和其像在像空间的高度、折射率及傾斜角的乘積相等：
noyoαo = niyiαi
其中
no為像空间折射率
yo為像高度
αo為光線在相空間傾斜角
ni為物空间折射率
yi為物高度
αi為光線在物空間傾斜角